# Rick Ketting
Rick Ketting (Nieuwerkerk aan den IJssel, 15 januari 1996) is een Nederlands voetballer die doorgaans speelt als centrale verdediger. In juli 2025 verruilde hij VVV-Venlo voor Phnom Penh Crown.

## Clubcarrière
Ketting speelde in de jeugd bij amateurclub VV Nieuwerkerk.Toen hij tien was verliet hij die club voor de jeugdopleiding van Sparta Rotterdam. Bij die club stroomde hij in 2014 door naar het eerste elftal. Op 29 oktober 2014 debuteerde Ketting voor de Rotterdamse club, toen met 1–0 gewonnen werd van VVV-Venlo. Ketting mocht van coach Gert Kruys zes minuten voor tijd invallen voor vleugelspits Thomas Verhaar nadat de beide centrale verdedigers, Michel Breuer en Daniël Breedijk, een rode kaart hadden gekregen. Na de promotie van Sparta naar de Eredivisie kwam Ketting slechts in één duel in actie en in de zomer van 2017 maakte Ketting de overstap naar Go Ahead Eagles. De verdediger tekende een contract voor twee jaar in Deventer. In januari 2019 nam het Finse IFK Mariehamn Ketting transfervrij over van Go Ahead. Vanaf 2020 kwam hij uit voor Inter Turku waar hij vanaf 2022 de aanvoerdersband droeg. In juli 2022, halverwege het Finse voetbalseizoen, keerde Ketting terug naar Nederland waar hij een contract voor drie seizoenen tekende bij VVV-Venlo. Met ingang van het seizoen 2023/24 werd hij door trainer Rick Kruys benoemd tot aanvoerder, als opvolger van de vertrokken Sven Braken. Na afloop van zijn contract in 2025 besloot de verdediger op zoek te gaan naar een nieuwe club. Hierop tekende hij voor een jaar bij Phnom Penh Crown.

## Statistieken

### Beloften
| 2016/17                                | Jong Sparta Rotterdam | Tweede divisie  | 20 | 1 | 20 | 1 |
| Totaal beloften                        | Totaal beloften       | Totaal beloften | 20 | 1 | 20 | 1 |
| Bijgewerkt tot en met 20 december 2021 |                       |                 |    |   |    |   |

### Senioren
| Seizoen         | Club             | Competitie      | Competitie | Competitie | Beker | Beker | Continentaal1 | Continentaal1 | Overig2 | Overig2 | Totaal | Totaal |
| Seizoen         | Club             | Competitie      | Wed.       | Dlp.       | Wed.  | Dlp.  | Wed.          | Dlp.          | Wed.    | Dlp.    | Wed.   | Dlp.   |
| --------------- | ---------------- | --------------- | ---------- | ---------- | ----- | ----- | ------------- | ------------- | ------- | ------- | ------ | ------ |
| 2014/15         | Sparta Rotterdam | Eerste divisie  | 18         | 0          | 0     | 0     | —             | —             | —       | —       | 18     | 0      |
| 2015/16         | Sparta Rotterdam | Eerste divisie  | 25         | 1          | 2     | 0     | —             | —             | —       | —       | 27     | 1      |
| 2016/17         | Sparta Rotterdam | Eredivisie      | 1          | 0          | 1     | 0     | —             | —             | —       | —       | 2      | 0      |
| 2017/18         | Go Ahead Eagles  | Eerste divisie  | 31         | 2          | 1     | 0     | —             | —             | —       | —       | 32     | 2      |
| 2018/19         | Go Ahead Eagles  | Eerste divisie  | 0          | 0          | 0     | 0     | —             | —             | 0       | 0       | 0      | 0      |
| 2019            | IFK Mariehamn    | Veikkausliiga   | 29         | 4          | 7     | 0     | —             | —             | —       | —       | 36     | 4      |
| 2020            | Inter Turku      | Veikkausliiga   | 21         | 2          | 7     | 1     | 1             | 0             | —       | —       | 29     | 3      |
| 2021            | Inter Turku      | Veikkausliiga   | 23         | 0          | 2     | 0     | 2             | 0             | —       | —       | 27     | 0      |
| 2022            | Inter Turku      | Veikkausliiga   | 13         | 3          | 3     | 0     | 2             | 0             | 5       | 1       | 23     | 4      |
| 2022/23         | VVV-Venlo        | Eerste divisie  | 38         | 3          | 2     | 0     | —             | —             | 4       | 0       | 44     | 3      |
| 2023/24         | VVV-Venlo        | Eerste divisie  | 37         | 5          | 1     | 0     | —             | —             | —       | —       | 38     | 5      |
| 2024/25         | VVV-Venlo        | Eerste divisie  | 28         | 1          | 0     | 0     | —             | —             | —       | —       | 28     | 1      |
| 2025/26         | Phnom Penh Crown | C-League        | 0          | 0          | 0     | 0     | —             | —             | —       | —       | 0      | 0      |
| Totaal senioren | Totaal senioren  | Totaal senioren | 264        | 21         | 26    | 1     | 5             | 0             | 9       | 1       | 304    | 23     |
| Totaal carrière | Totaal carrière  | Totaal carrière | 284        | 22         | 26    | 1     | 5             | 0             | 9       | 1       | 324    | 24     |

Bijgewerkt op 3 juli 2025.
1Continentale officiële wedstrijden, te weten de UEFA Europa League en UEFA Champions League
2Overige officiële wedstrijden, te weten Play-offs en Liigacup

## Interlandcarrière

### Nederland –20
Op 14 november 2015 debuteerde Ketting voor Nederland –20 in een vriendschappelijke wedstrijd tegen Tsjechië –20 (2–2). Tijdens die wedstrijd mocht hij van bondscoach Remy Reijnierse in de basis starten en hij speelde het gehele duel mee. Hij wist tweemaal doel te treffen.
| Interlands van Rick Ketting voor Nederland –20 | Interlands van Rick Ketting voor Nederland –20 | Interlands van Rick Ketting voor Nederland –20 | Interlands van Rick Ketting voor Nederland –20 | Interlands van Rick Ketting voor Nederland –20 | Interlands van Rick Ketting voor Nederland –20 |
| №                                              | Datum                                          | Wedstrijd                                      | Uitslag                                        | Competitie                                     | Goals                                          |
| Als speler bij Sparta Rotterdam                | Als speler bij Sparta Rotterdam                | Als speler bij Sparta Rotterdam                | Als speler bij Sparta Rotterdam                | Als speler bij Sparta Rotterdam                | Als speler bij Sparta Rotterdam                |
| ---------------------------------------------- | ---------------------------------------------- | ---------------------------------------------- | ---------------------------------------------- | ---------------------------------------------- | ---------------------------------------------- |
| 1                                              | 14 november 2015                               | Tsjechië – Nederland                           | 2 – 2                                          | Vriendschappelijk                              | 40', 90+2'                                     |
| 2                                              | 26 maart 2016                                  | Portugal – Nederland                           | 1 – 1                                          | Vriendschappelijk                              |                                                |

## Erelijst
| Eerste divisie | 1 | 2015/16 |